# The Jerry-Built House
The Jerry-Built House è un cortometraggio muto del 1906 diretto da Lewin Fitzhamon.

## Trama
Il tetto e il pavimento della casa che Jerry ha costruito cedono e la famiglia cade in cantina.

## Produzione
Il film fu prodotto dalla Hepworth.

## Distribuzione
Distribuito dalla Hepworth, il film - un breve cortometraggio di 30 metri - uscì nelle sale cinematografiche britanniche nel dicembre 1906.
Si conoscono pochi dati del film che, prodotto dalla Hepworth, fu distrutto nel 1924 dallo stesso produttore, Cecil M. Hepworth. Fallito, in gravissime difficoltà finanziarie, il produttore pensò in questo modo di poter almeno recuperare il nitrato d'argento della pellicola.